# Tommaso de Stefani
Tommaso de Stefani (1250 circa – 1310 circa) è stato un pittore italiano attivo principalmente a Napoli.

## Biografia
Le notizie sui pittori di questo periodo sono nebulose e spesso confuse. In assenza di informazioni precise, spesso i pittori toscani di questo periodo con nomi simili sono considerati, forse erroneamente, da storici dell'arte successivi come attivi a Napoli. Ad esempio, questo pittore a volte è confuso con Tommaso di Stefano (Giottino) o con Tommaso degli Stefani. Le relazioni esatte tra mentore/insegnante e allievo/seguace sono spesso nebulose.
Bernardo De Dominici affermò che Carlo d'Angiò, re di Sicilia e Napoli, dopo aver visto i dipinti di Cimabue a Firenze, aveva reclutato questo pittore e portato a Napoli. Una volta completato il Duomo di Napoli, nel 1272, de Stefani fu incaricato di decorare la tribuna e le principali cappelle, tra cui la cappella Minutoli dove ancora esistono alcuni affreschi raffiguranti la Passione di Cristo. Molti di questi hanno subito importanti restauri nei secoli successivi, compreso quello di Filippo Tesauro nel XIV secolo. Un crocifisso dipinto nella chiesa di San Domenico Maggiore è stato attribuito a de Stefani. Uno dei suoi allievi fu Filippo Tesauro. Il fratello di Tommaso, Pietro de Stefani, fu scultore e architetto a Napoli.